# Rhynchospora uniflora
Rhynchospora uniflora är en halvgräsart som beskrevs av Johann Otto Boeckeler. Rhynchospora uniflora ingår i släktet småag, och familjen halvgräs. Inga underarter finns listade i Catalogue of Life.